# 加乐镇 (澄迈县)
加乐镇是中国海南省澄迈县下辖的一个镇。

## 行政区划
加乐镇共辖1个社区、10个行政村，分别是：
加乐社区、加乐村、德润村、北统村、加茂村、产坡村、茅坡村、常树村、加郎村、加桐村、长岭村。